# Бужор (Муреш)
Бужор (рум. Bujor) — село у повіті Муреш в Румунії. Входить до складу комуни Міхешу-де-Кимпіє.
Село розташоване на відстані 288 км на північний захід від Бухареста, 32 км на захід від Тиргу-Муреша, 45 км на схід від Клуж-Напоки.

## Населення
За даними перепису населення 2002 року у селі проживали 72 особи. Рідною мовою 71 особа (98,6%) назвала румунську.
Національний склад населення села:
| Національність | Кількість осіб | Відсоток |
| -------------- | -------------- | -------- |
| румуни         | 51             | 70,8%    |
| цигани         | 19             | 26,4%    |